# 郤犨
郤 犨（げき しゅう、? - 紀元前574年12月26日）は中国春秋時代の晋の将軍。氏は郤、または封地名から苦、諱は犨、字は叔、諡は成。苦成叔とも呼ばれる。宗家当主の郤錡や甥の郤至（郤昭子）らと共に「三郤」と呼ばれた。
当時晋の貴族の中で最大の勢力を誇っていた郤氏の傍流として生まれる。郤氏の専横は他の貴族達の反感を募らせていたが、その中でも郤犨は、廉直な快男児として天下に名の聞こえた甥の郤至とは正反対に、傲慢かつ貪欲な振る舞いが非常に目立っていた。
例えば、紀元前583年に趙氏を再興させた趙武（趙文子）が、郤犨の所に成人の挨拶に来た時には「最近は年少で大夫になる者が多い。私はお前など認めん。」等と暴言を吐いたり、また、紀元前576年には、賢大夫として知られる伯宗を郤氏の敵対者とみなして、郤至と共に厲公に讒訴して殺害した。この事で郤犨は、韓厥（韓献子）に「善人を殺した郤氏には必ず災いが下る。」と痛烈に非難される等、次々と敵を作っていった。
その反面、武勇には優れており、紀元前575年の鄢陵の戦いの際には新軍の将として、楚を打ち破る大活躍を見せている。
しかし、この事で郤犨の専横はますますつのり、鄢陵の戦いの直後に、魯の叔孫僑如（叔孫宣伯・斉の景公の外祖父）からの賄賂を受けて、成公や季孫行父（季文子）を陥れる手助けをするなど、天下に更なる悪名を轟かせてしまう。
これらの事が災いして、翌紀元前574年12月26日に厲公が郤一族を滅ぼした時に郤犨も誅殺された。死後、「成」を諡され、苦成叔と呼ばれる。